# 国包站
国包站（日语：／ Kunigane eki */?），位于日本兵库县加古川市上庄町国包，是三木铁道三木线的已廢棄车站。1916年11月22日啟用，2008年4月1日廢棄。2009年6月，車站拆除。

## 歷史
- 1916年（大正5年）11月22日 - 播州鐵道厄神至別所段客運線路開通並開業。
- 1923年（大正12年）12月21日 - 成為了播丹鐵道的車站。
- 1943年（昭和18年）6月1日 - 播丹鐵道国有化後成為鐵道省三木線的車站。
- 1973年（昭和48年）10月1日 - 車站開始乏人問津。
- 1976年（昭和51年） - 改建車站大樓。
- 1985年（昭和60年）4月1日 - 隸屬於三木鐵道。
- 2008年（平成20年）4月1日 -三木鐵道廢止後車站廢棄，改設替代巴士國包東站。
- 2009年（平成21年）6月 - 車站建築拆除。